# Warframe
Warframe je besplatna akcijska videoigra koja se može igrati s više igrača, a razvila i objavila ju je kanadska kompanija Digital Extremes. Isprva je bila dostupna samo na Windows računalima (od 25. ožujka 2013.), a kasnije je postala dostupna na PlayStation-u 4 (od 15. studenoga 2013.), Xbox One (od 2. rujna 2014.), Nintendo Switch (od 20. studenoga 2018.), PlayStation 5 (26. studenoga 2020.) te Xbox Series X i Xbox Series S (13. travnja 2021.).
U Warframeu postoji Tenno rasa antičkih ratnika koji koriste svoje sposobnosti i razne kombinacije oružja za izvršavanje misija. Igra uključuje korištenje vatrenog oružja i bitku prsa o prsa, parkour i igranje uloga, kako bi igrači mogli napredovati kroz priču, i činiti svog lika snažnijim i bolje opremljenim.
Warframe ima dva moda igre:
- borba protiv okoline (PvE) uključuje izvođenje raznih misija protiv računalno kontroliranih neprijatelja različitih frakcija
- borba protiv drugih igrača (PvP) uključuje borbu protiv drugih igrača u solo ili timskom okruženju.

Osim misija koje igrač ispunjava, videoigra nudi pristup i četirima otvorenim svjetovima, na kojima igrač može slobodno lutati, istraživati, ispunjavati zaseban set misija i otkrivati nove načine igre.
Poseban tip misija, Quests, u kojima igrač prolazi kroz niz izgrađenih scenarija i događanja, nudi pristup pozadinskoj priči igre, i ponekad, dodatnim mehanikama igre, posebnim oružjima i sličnome.
Nakon svake misije igrač dobiva nagrade u vidu resursa koje je skupio tijekom same misije, uz dodatne nagrade poput nacrta za oružja, i rjeđih, često nasumično izabranih resursa, ovisno o prirodi misije.
Videoigra ima velik arsenal oružja na izbor, i mnogo kozmetičkih i estetskih dodataka. Sav sadržaj se može otključati bez trošenja novca, no zahtjeva više igranja i ponekad čekanje dok sadržaj postane dostupan. Sadržaj se također može kupiti mikrotransakcijama (trošenje pravog novca na digitalna dobra), što sadržaj čini dostupnim odmah.

## Kontekst igre
Videoigra je postavljena u dalekoj budućnosti. Igrač preuzima kontrolu nad članom Tenno rase, antičkim ratnicima koji su se probudili nakon stoljetnog kriospavanja.
Igrača kroz igru i kroz misije većinom vodi tajanstveni ženski lik imena Lotus. Letjelica na kojoj se igrač nalazi ima svjesno računalo imena Ordis. Sama letjelica ima razne komponente koje igrač prvo mora pronaći, nakon čega dobije trajan pristup tom segmentu igre (segment za izbor oružja, izgradnju novih oružja, uzgoj ljubimaca, i sl.).
Sunčev sustav je u razdoru, resursa je sve manje, a planeti su podijeljeni između različitih frakcija koje gledaju svoje interese i iskorištavaju ostale stanovnike sustava:
- Tenno je rasa antičkih ratnika koji su se probudili nakon stoljetnih kriospavanja, daleko u Zemljinoj budućnosti.
- Grineeri su rasa militiziranih klonova kojima tijela propadaju od prekomjernog kloniranja i manipulacije genima. Njihovim carstvom upravljaju dvije kraljice blizanke prema kojima svi Grineeri osjećaju genetski usađenu odanost.
- Corpus je kult posvećen novcu i zaradi, te napretku tehnologije i znanstvenog istraživanja, izgrađen na robovskom radu, bez poštovanja prema ljudskim životima.
- Infested su žrtve virusa zvanog Technocyte, izgled im je većinom ili skroz unakažen.
- Sentienti su rasa strojeva koji se sami umnožavaju, poslani u Tau sustav van naše galaksije kako bi ga teraformirali i pripremili za dolazak Orokina.
- Orokini su rasa davno nestalih transhumanista koji su stvorili sve gornje frakcije kao niže slojeve društva koji njima služe. U njihovoj odsutnosti, ostale frakcije preuzimaju kontrolu nad Sunčevim sustavom i ostatcima tehnologije Orokina.
- Murmur je rasa izobličenih djelova tijela kojom upravlja misteriozni entitet poznat kao Man in the Wall dok istražuje kako se manifestirati u stvarnom svijetu.

## Razvoj
Warframe je napravljen podrijetlom videoigre zvane Dark Sector (2008.), koju je isto tako napravio Digital Extremes. Digital Extremes već je bio poznat kao studio koji zapošljava i radi zajedno s drugim kompanijama, kako bi mogli završiti svoj i njihov razvoj, a jedna od poznatih kompanija je Epic Games, gdje su pomagali na njihovoj videoigri zvanoj Unreal Tournmament. (1999.), (2003.) i (2004.)
Epic Games je razmotrio mogućnost spajanja dviju kompanija (Digital Extremes s Epic Games), ali Kanadska vlada to nije dopustila, time su se obje kompanije složile da svaka ide svojim putem.
U početku je popularnost i rast Warframe-a bio spor, stroga kritika i male količine igrača su bili glavni uzrok toga. Uspkros tome, Warframe je postao vrlo popularan i dobivao vrlo positivne kritike nakon mnogo vremena razvoja, što je po statistici 2019. značilo da igra ima ~50 milijuna igrača.

## Događaji

### Andrea Lehnen
Andrea Lehnen (41), jedna od prvih i vrlo cijenjenih umjetnika koji su radili na oružju zvanom Vectis i na modeliranju arsenala, je nažalost preminula radi leukemije 5. kolovoza 2020. - Digital Extremes i njezini najbliži su iskazali duboku tugu, a Digital Extremes je uz to i postavio vrpcu harmonije na tržište u igri s porukom koja slijedi: "eng.‘Forever in Loving Memory of Andrea, whose mind and heart will live on forever in her creations’.", "hrv.‘Zauvijek u voljenom sjećanju Andre-e, čiji će um i srce zauvijek biti u njezinim tvorevinama.’.".

### Conquera
Conquera je godišnji događaj koji se održava za podizanje svijesti o raku dojke u listopadu svake godine. Počevši od 2020., Digital Extremes udružio se sa  "The Princess Margaret Cancer Foundation" u Kanadi. Ovaj jednomjesečni događaj uključuje Twitch streamove u partnerstvu s WARFRAME-om koji dodjeljuju Twitch padove (poklone) na temu Conquera za podizanje svijesti o QTCC-u (eng. Quest to Conquer Cancer). U potrazi za postizanjem cilja od 100.000 dolara, svaki cilj donacije nudi nagrade u igri, vremenski ograničene događaje i otkrića konceptualne umjetnosti.
Događaj 2021. je završio s ukupno doniranih 177.472,33 CAD. 2022. je ukupno donirano 191 892,77 CAD. 2023. godine ukupna donacija iznosila je 185 704 CAD. Godine 2024. donirano je 319 217 CAD. Od početka kampanje ukupno je donirano preko milijun CAD, pa je PMCF u znak zahvale studiju Digital Extremes uručio komemorativnu spomen ploču.

## Vanjske poveznice
- Warframe: Ninjas Play Free - službena internetska stranica videoigre
- PlayWarframe - Youtube - službeni YouTube kanal videoigre
- Warframe - Twitch - službeni Twitch.tv kanal videoigre